# نمایش آقای پیبادی و شرمن
نمایش آقای پیبادی و شرمن (به انگلیسی: The Mr. Peabody & Sherman Show) یک مجموعه تلویزیونی متحرک آمریکایی است که توسط دریم ورکس انیمیشن و جی‌وارد پروداکشنز تولید می شود. این سریال بر اساس زمان هایی است که آقای پیبادی در دهه ۱۹۶۰ به سر می برد. اولین قسمت این سریال در ۹ اکتبر ۲۰۱۵ در نتفلیکس پخش شد. فصل دوم در ۱۸ مارس ۲۰۱۶ منتشر شد. فصل سوم هم در ۲۱ اکتبر ۲۰۱۶ منتشر شد. فصل چهارم در ۲۱ آوریل ۲۰۱۷ منتشر شد.